# Antoine (Arkansas)
Antoine è una città nella contea di Pike, nello Stato americano dell'Arkansas. Nel censimento del 2010 aveva una popolazione di 5.419 abitanti e una densità abitativa di 375,64 abitanti per km².

## Geografia fisica
Antoine si trova alle coordinate 34°02′05″N 93°25′17″W.
Antoine ha una superficie totale di 1,31 km² dei quali 1,29 sono di terra ferma e 0,02 km² sono di acqua.